# Chiesa di San Pio X (Trento)
La chiesa di San Pio X è una chiesa cattolica parrocchiale di Trento.

## Storia

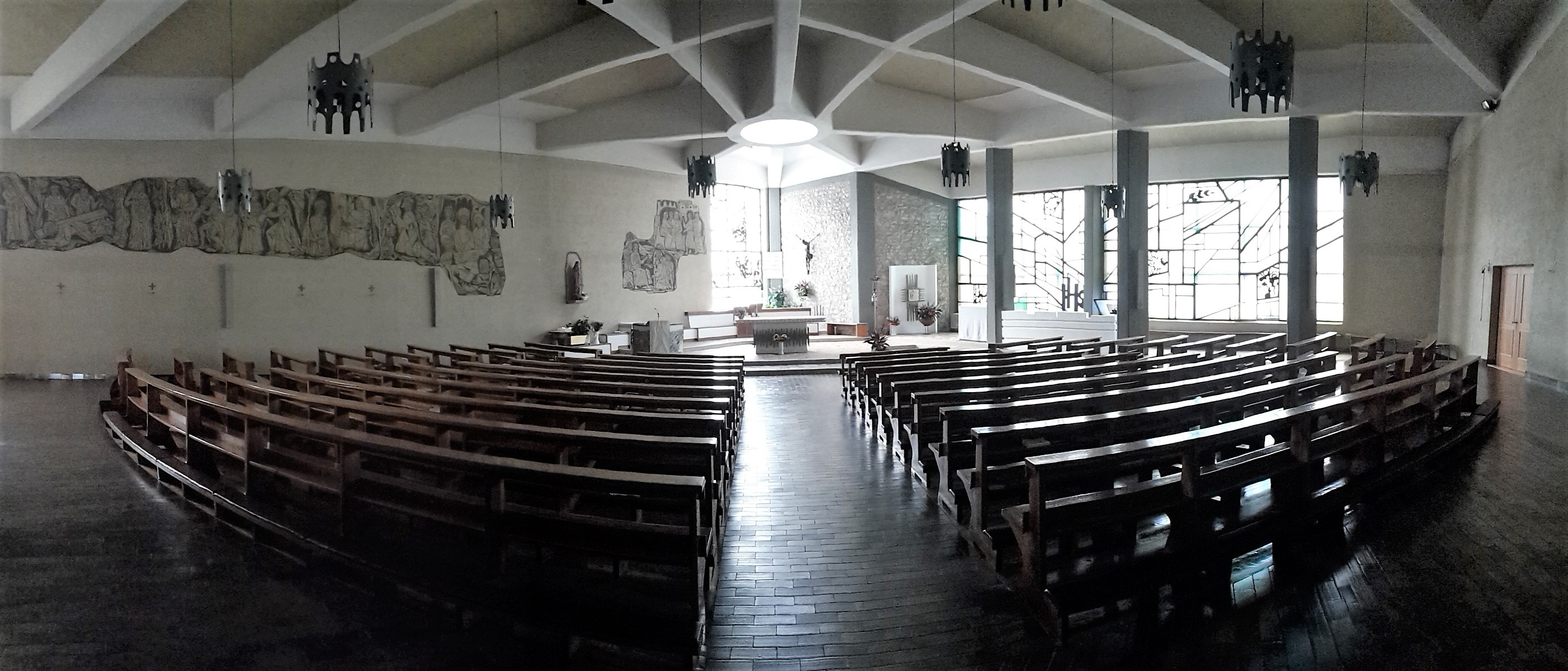
L'interno della chiesa

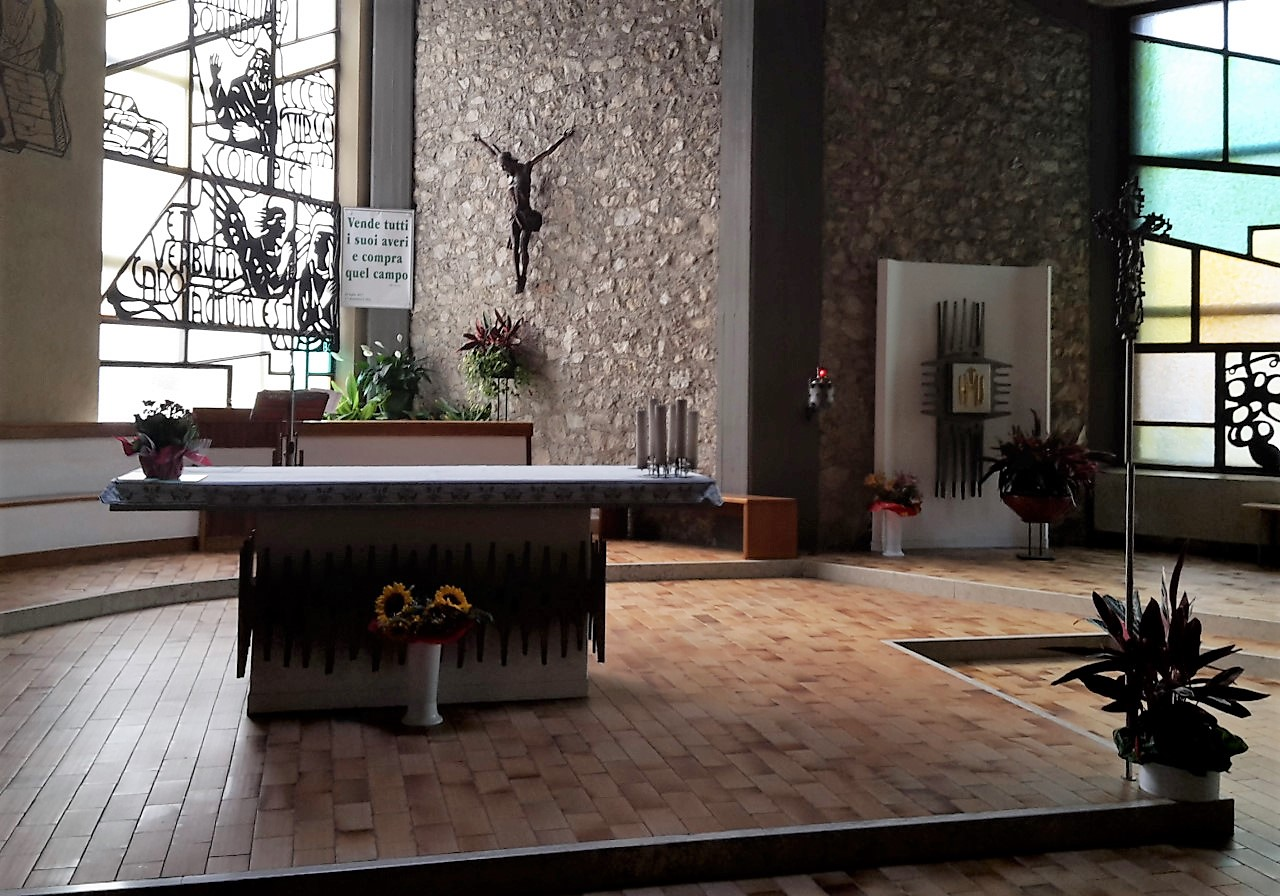
Presbiterio

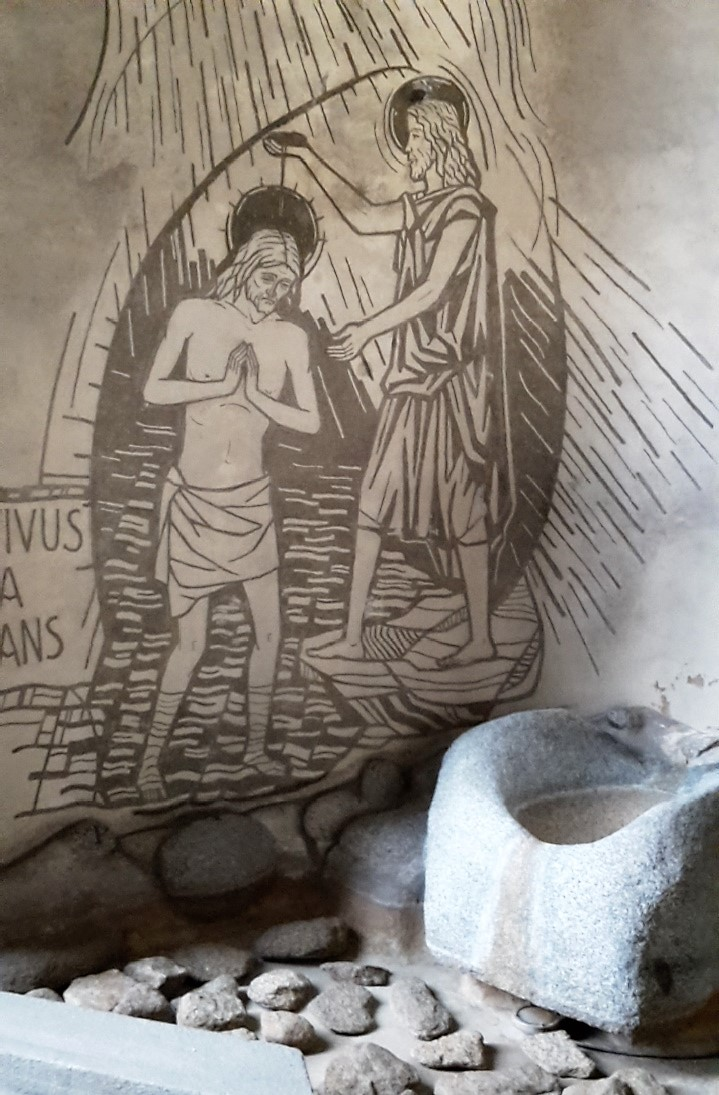
Il fonte battesimale

La parrocchia di San Pio X venne istituita nel 1966, per distaccamento da quella di San Giuseppe, per via del rapido aumento della popolazione del quartiere; ciononostante, la chiesa venne edificata soltanto nel 1971-1974, su progetto dell'ingegner Marco Eccel. La consacrazione avvenne il 28 settembre 1975, e poi tra il 1976 e il 1978 l'aula venne decorata da Carlo Bonacina.

## Descrizione

### Esterno
La chiesa si trova molto vicina al cavalcavia della  ferrovia della Valsugana, e a circa cinquecento metri dalla chiesa di San Giuseppe.
La struttura dell'edificio, a pianta trapezoidale, è orientata verso nord-ovest, mentre sul suo lato sud-est si trova la facciata e a un solo spiovente, preceduta da una breve scalinata e parzialmente celata a destra dalla canonica e a sinistra dal campanile; quest'ultimo consiste di un'esile torre quadrangolare con vetrata alla base, cella campanaria aperta davanti e dietro con varie campane sovrapposte e croce latina che sormonta il tutto. I prospetti laterali della chiesa sono variegati: quello meridionale, dove si trova un accesso secondario, è caratterizzato dall'emerge di corpi di fabbrica del battistero e dell'atrio di accesso al seminterrato; quello occidentale è percorso da arcate che illuminano il seminterrato, mentre nell'angolo a nord-ovest un'ampia risega ospita le vetrate.

### Interno
L'interno è ad aula unica, con banchi disposti a diagonalmente e il fonte battesimale presso l'ingresso: il pavimento è digradante verso il presbiterio, rialzato di due gradini, sopra il quale converge il reticolo delle travi portanti in cemento armato; oltre all'altare, nel presbiterio si trovano anche un ambone e una statua della Madonna. La parete di nord-ovest, adiacente all'abside, è aperta da una serie di vetrate raffiguranti episodi evangelici, mentre le altre pareti sono parzialmente coperte da decorazioni a graffito dell'artista Carlo Bonacina, che ha curato anche l'arredo liturgico.